# El Serrat
El Serrat è un villaggio di Andorra, nella parrocchia di Ordino con 149 abitanti (dato 2010) , meta di numerosi appassionati di sci alpino.
È posizionato a 1550 metri sul livello del mare.